# Pomeranica
Als Pomeranica wird Literatur mit Bezug zur historischen Region Pommern bezeichnet. Es handelt sich dabei zum einen um Arbeiten, die sich mit historischen, geographischen, landeskundlichen oder kulturellen Themen Pommerns befassen, sowie zum anderen um Literatur, die aus dem historischen Pommern stammt oder die Biografie ihrer Verfasser in Zusammenhang mit Pommern steht.
Bedingt durch die Geschichte Pommerns existieren Pomeranica vor allem in hoch- und niederdeutscher Sprache aber auch in polnischer, schwedischer, dänischer und lateinischer Sprache. 

## Bedeutende Bestände

### Deutschland
Die Universitätsbibliothek Greifswald besitzt die größte Sammlung historischer Pomeranica in Deutschland. Sie umfasst circa 30.000 Bände, davon 18.000 Bände in einer Spezialsammlung.  2010 erhielt die Universitätsbibliothek als Depositum auch den nach dem Zweiten Weltkrieg nach Marburg verlagerten Teil der Bibliothek der Gesellschaft für pommersche Geschichte, Altertumskunde und Kunst.
Im Landesarchiv Greifswald befinden sich Archivalien aus dem früheren Staatsarchiv Stettin, die nach dem Ende des Zweiten Weltkriegs in Vorpommern geborgen wurden.
Größere Sammlungen von Pomeranica befinden sich in den Bibliotheken der Stadtarchive Stralsunds und Greifswalds. 2012 wurde bekannt, dass die Hansestadt Stralsund aus dem seit 1945 im Stadtarchiv Stralsund verwahrten ansehnlichen Teilbestand der Gymnasialbibliothek des von 1560 bis 1945 bestehenden Gymnasiums 5926 Bände zur Verwertung durch einen Antiquar verkauft hat. Der Vorfall löste in der Fachwelt, so etwa bei Harald Müller und Eric W. Steinhauer, starkes Befremden aus.
Literatur zu Vorpommern seit 1945 wird von der Landesbibliographie Mecklenburg-Vorpommern verzeichnet und von der Landesbibliothek Mecklenburg-Vorpommern gesammelt.

### Polen
Die Książnica Pomorska (Pommersche Bibliothek) geht auf die Stadtbibliothek von Stettin zurück und besitzt circa 4000 Bände historischer Pomeranica. Etwa 3300 Bände befinden sich in der Bibliothek der Nikolaus-Kopernikus-Universität in Toruń. Weitere Bestände aus der Stettiner Stadtbibliothek waren zwischen 1946 und 1949 auf verschiedene Bibliotheken in ganz Polen verteilt worden.

### Skandinavien
Das Reichsarchiv in Stockholm besitzt die größte Sammlung an Pomeranica in Skandinavien. Der Schwerpunkt liegt dabei auf der Geschichte Schwedisch-Pommerns.